# توبياس فيرنر
توبياس فيرنر (بالألمانية: Tobias Werner)‏ (19 يوليو 1985 غيرا ألمانيا - ) هو لاعب كرة قدم ألماني يلعب كلاعب وسط.

## روابط خارجية
- توبياس فيرنر على موقع قاعدة بيانات كرة القدم.إي يو (الإنجليزية)
- توبياس فيرنر على موقع بيانات كرة القدم. دي إي (الألمانية)
- توبياس فيرنر على موقع عالم كرة القدم.نت (الإنجليزية)
- توبياس فيرنر على موقع AS.com (الإسبانية)